# Jean-Alfred Fournier
Jean Alfred Fournier (París, 12 de marzo de 1832 - París, 23 de diciembre de 1914) fue un médico y dermatólogo francés que se especializó en el estudio de las enfermedades de transmisión sexual.

## Biografía
Durante su juventud, trabajó como médico interno en el Hôpital du Midi, también como sustituto de Philippe Ricord (1800-1889). En 1863 fue nombrado médico de hospital y desde 1867 fue colaborador de Agustín Grisollo (1811-1969) en el Hòtel-Dieu de París. En 1876 recibió el nombramiento de jefe de servicio del Hôpital Saint-Louis donde fue nombrado profesor de enfermedades cutáneas y sifiliticas. En 1880 ingresó en la Academia de Medicina.
Sus principales contribuciones a la ciencia médica fueron en el campo de la sífilis congénita de la que realizó una descripción en 1883. En sus numerosas publicaciones resaltó la importancia de la sífiis como causa de procesos degenerativos que afectaban a diferentes órganos y fue uno de los primeros que asoció la sífilis con sus manifestaciones tardías, como la tabes dorsal y la neurosífilis. Fundó asimismo la organización llamada Société Française de Prephylaxie sanitarie et Morales (Sociedad Francesa de profilaxis sanitaria y moral) dedicada a divulgar conocimientos sobre la enfermedad para prevenir los devastadores efectos que causaba en la sociedad de la época. Entre los libros que escribió se pueden destacar: "Syphilis and marriage" (1880), "Les affections parasyphilitiques" (1894) y "Textbook of syphilis" (1899).
Su nombre está asociado con tres términos médicos:
- Gangrena de Fournier. Enfermedad infecciosa que afecta al escroto y otros tejidos del periné que está causada por una combinación de bacterias aerobias y anaerobias.
- Signo del ómnibus de Fournier: alopecia o pérdida de cabello en la porción lateral de la ceja (cola de la ceja) que impresiona truncada. Presente en la sífilis secundaria, lepra, hipotiroidismo o como consecuencia del rascado en la dermatitis atópica. También conocido como Signo de Hertoghe o Signo de la Reina Ana.[2][3]
- Signo de Fournier. Cicatrices en la boca que son secuelas de lesiones sifilíticas en la enfermedad adquirida congénitamente
- Tibia de Fournier: Deformidad de la tibia que se presenta en la sífilis congénita. También se le llama tibia en forma de sable.[4][5]